# الزغاريين (الزغاريين)
الزغاريين هو دُوَّار يقع بجماعة الرتبة، إقليم تاونات، جهة فاس مكناس في المملكة المغربية. ينتمي الدوّار لمشيخة الزغاريين التي تضم 8 دواوير. يقدر عدد سكانه بـ 2506 نسمة حسب الإحصاء الرسمي للسكان والسكنى لسنة 2004.

## روابط خارجية
- البوابة الوطنية للجماعات الترابية
- المندوبية السامية للتخطيط